# Viktor Romanov
Viktor Yegorovich Romanov (nascido em 15 de setembro de 1937) é um ex-ciclista russo que ganhou a medalha de bronze nos Jogos Olímpicos de Verão de 1960 na prova de perseguição por equipes (4 000 m).